# ポアソン方程式
ポアソン方程式（ポアソンほうていしき、英: Poisson's equation）は、2階の楕円型偏微分方程式。方程式の名はフランスの数学者・物理学者シメオン・ドニ・ポアソンに因む。

## 概要
f =f (x1,…,xn)を既知の関数とし、u=u (x1,…,xn)を未知関数としたときに、次の形で与えられる2階の偏微分方程式をn次元ポアソン方程式と呼ぶ。
{\displaystyle {\frac {\partial ^{2}}{\partial x_{1}^{2}}}u(x_{1},\dotsc ,x_{n})+{\frac {\partial ^{2}}{\partial x_{2}^{2}}}u(x_{1},\dotsc ,x_{n})+\dotsb +{\frac {\partial ^{2}}{\partial x_{n}^{2}}}u(x_{1},\dotsc ,x_{n})=f(x_{1},\dotsc ,x_{n})}
特にf が恒等的に0である場合には、ラプラス方程式に帰着される。
ラプラス演算子Δ またはナブラ∇ を用いれば、
{\displaystyle \Delta u=f\,}
または、
{\displaystyle {\nabla }^{2}u=\nabla \cdot \nabla u=f\,}
と表すことができる。

## 物理学での例
ポアソン方程式は電磁気学、移動現象論、流体力学といった物理学の諸領域において、系を記述する基礎方程式として現れる。例えば、電荷分布を与えたときの静電ポテンシャルや質量分布を与えたときの重力ポテンシャルを記述する方程式はポアソン方程式であり、その代表的な例である。また、熱の発生源が存在する場合の温度分布や物質の発生・消滅源が存在する場合の物質濃度分布においても、時間に依存性しない定常状態を記述する方程式はポアソン方程式となる。
電磁気学の例
ポアソン方程式で記述される物理現象としては、電磁気学における静電ポテンシャルがある。与えられた電荷の分布ρとしたときに、静電ポテンシャルφは次のポアソン方程式を満たす。
{\displaystyle \Delta \phi =-{\rho  \over \epsilon _{0}}}
重力ポテンシャルの例
ρ(x)を与えられた質量分布としたときに、重力ポテンシャルφ(x)は次のポアソン方程式を満たす。
{\displaystyle \Delta \phi =4\pi G\rho }
ここでGは万有引力定数である。
熱伝導による温度分布の例
内部に放射線源やジュール熱を発する抵抗を熱源に持つ物質の温度分布T(x)を考える。熱流束をJ(x)とし、熱源の分布をs(x)とする。このとき、J(x)の発散は単位体積当たりの熱の放出に相当するが、時間について不変となる定常状態ではs(x)に一致する。
{\displaystyle \nabla \cdot {\boldsymbol {J}}=s}
一方、フーリエの法則に基づき、熱流束は温度勾配に比例する。
{\displaystyle {\boldsymbol {J}}=-\lambda \nabla T}
ここではλは熱伝導率を表す。これを上式に代入すれば、ポアソン方程式
{\displaystyle \Delta T=-{\frac {s}{\lambda }}}
を得る。

## 解の構成
ポアソン方程式は対数ポテンシャルやニュートン・ポテンシャルを用いることで、有界領域の内部における解の例（特殊解）u0を構成することができる。こうした特殊解は物理や工学での応用上、重要である。さらに、いくつかの条件の下では、全領域（無限境界）における解となる。また、こうした特殊解を用いることで、ポアソン方程式の境界値問題をより単純なラプラス方程式の境界値問題に帰着させることができる。
2次元の場合
2次元空間R2の有界領域Ωでf (ξ,η )が1階連続微分可能とすると、
{\displaystyle {\begin{aligned}u_{0}(x,y)&=-{\frac {1}{2\pi }}\iint _{\Omega }f(\xi ,\eta )\log {\frac {1}{\sqrt {(\xi -x)^{2}+(\eta -y)^{2}}}}d\xi d\eta \\&=-{\frac {1}{2\pi }}\iint _{\Omega }f(\xi ,\eta )\log {\frac {1}{r}}\,d\xi d\eta \quad (r={\sqrt {(\xi -x)^{2}+(\eta -y)^{2}}})\end{aligned}}}
で与えたu0(x, y )は、Ω の内部で2階連続微分可能であり
{\displaystyle \Delta u_{0}(x,y)=f(x,y)\,}
を満たす。ここで積分内の項log(1/r )を対数ポテンシャルと呼ぶ。上記の関係式は、ディラックのデルタ関数による形式的な関係式
{\displaystyle \Delta _{(x,y)}{\biggl (}\log {\frac {1}{r}}{\biggr )}=-2\pi \cdot \delta (x-\xi ,y-\eta )}
から理解することができる。
3次元の場合
3次元空間R3の有界領域Ωでf (ξ, η, ζ )が1階連続微分可能とすると、
{\displaystyle {\begin{aligned}u_{0}(x,y,z)&=-{\frac {1}{4\pi }}\iiint _{\Omega }{\frac {f(\xi ,\eta ,\zeta )}{\sqrt {(\xi -x)^{2}+(\eta -y)^{2}+(\zeta -z)^{2}}}}d\xi d\eta d\zeta \\&=-{\frac {1}{4\pi }}\iiint _{\Omega }f(\xi ,\eta ,\zeta ){\frac {1}{r}}\,d\xi d\eta d\zeta \quad (r={\sqrt {(\xi -x)^{2}+(\eta -y)^{2}+(\zeta -z)^{2}}})\end{aligned}}}
で与えたu0(x, y, z)は、Ω の内部で2階連続微分可能であり
{\displaystyle \Delta u_{0}(x,y,z)=f(x,y,z)\,}
を満たす。ここで積分の中に現れる項1/r をニュートン・ポテンシャルと呼ぶ。上記の関係式は、2次元の場合と同様にディラックのデルタ関数による形式的な関係式
{\displaystyle \Delta _{(x,y,z)}{\biggl (}{\frac {1}{r}}{\biggr )}=-4\pi \cdot \delta (x-\xi ,y-\eta ,z-\zeta )}
から理解することができる。
n次元の場合
より一般的には、n次元空間Rn(n ≧3)の有界領域Ωでf (ξ1,…,ξn)が1階連続微分可能とすると、
{\displaystyle u_{0}(x_{1},\cdots ,x_{n})=-{\frac {\Gamma {\bigl (}{\frac {n}{2}}{\bigr )}}{2(n-2)\pi ^{\frac {n}{2}}}}\int \cdots \int _{\Omega }f(\xi _{1},\cdots ,\xi _{n})r^{2-n}\,d\xi _{1}\cdots d\xi _{n}\quad (r={\sqrt {(\xi _{1}-x_{1})^{2}+\cdots +(\xi _{n}-x_{n})^{2}}})}
で与えたu0(ξ1,…,ξn)は、Ωの内部で2階連続微分可能で
{\displaystyle \Delta u_{0}(x_{1},\cdots ,x_{n})=f(x_{1},\cdots ,x_{n})\,}
を満たす。